# Isoneuromyia griseofasciata
Isoneuromyia griseofasciata är en tvåvingeart som beskrevs av Edwards 1933. Isoneuromyia griseofasciata ingår i släktet Isoneuromyia och familjen platthornsmyggor. Inga underarter finns listade i Catalogue of Life.